# Strabomantinae
Strabomantinae is een onderfamilie van kikkers uit de familie Strabomantidae. De wetenschappelijke naam van de onderfamilie werd voor het eerst gepubliceerd door Stephen Blair Hedges, William Edward Duellman en Matthew P. Heinicke in 2008.
Er zijn 16 soorten binnen één geslacht. Alle soorten komen voor in delen van Zuid-Amerika namelijk Brazilië, Colombia en Peru.

## Taxonomie
- Onderfamilie Strabomantinae
  - Geslacht Strabomantis Peters, 1863